# 上雷德胡克 (紐約州)
上雷德胡克（英語：Upper Red Hook）是位於美國紐約州達奇斯縣的普查規定居民點。

## 人口
根據2020年美國人口普查的數據，上雷德胡克的面積為0.52平方千米，皆為陸地。當地共有人口180人，而人口密度為每平方千米346.15人。